# Vračalka
Vračálka (angleško backspace) je tipka na računalniški tipkovnici, ki briše znake levo od kazalca. Označena je s puščico, ki kaže v levo stran. 